# Primera División Uruguaya 1929
Il campionato era formato da quattordici squadre e il Peñarol vinse il titolo.

## Classifica finale
| Pos. | Squadra              | G  | V  | N  | P  | GF | GS | Punti |
| ---- | -------------------- | -- | -- | -- | -- | -- | -- | ----- |
| 1    | Peñarol              | 26 | 21 | 4  | 1  | 54 | 10 | 46    |
| 2    | Nacional             | 26 | 15 | 6  | 5  | 59 | 24 | 36    |
| 3    | Defensor             | 26 | 11 | 10 | 5  | 45 | 33 | 32    |
| 4    | Rampla Juniors       | 26 | 13 | 3  | 10 | 55 | 34 | 29    |
| 5    | Olimpia              | 26 | 11 | 6  | 9  | 39 | 39 | 28    |
| 6    | Montevideo Wanderers | 26 | 9  | 10 | 7  | 33 | 38 | 28    |
| 7    | Capurro              | 26 | 10 | 6  | 10 | 38 | 40 | 26    |
| 8    | Misiones             | 26 | 9  | 7  | 10 | 32 | 49 | 25    |
| 9    | Bella Vista          | 26 | 8  | 8  | 10 | 32 | 35 | 24    |
| 10   | Sud América          | 26 | 9  | 5  | 12 | 37 | 36 | 23    |
| 11   | Central              | 26 | 7  | 7  | 12 | 35 | 46 | 21    |
| 12   | Liverpool            | 26 | 8  | 4  | 14 | 30 | 31 | 20    |
| 13   | Colón                | 26 | 7  | 4  | 15 | 33 | 44 | 18    |
| 14   | Cerro                | 26 | 3  | 2  | 21 | 24 | 87 | 8     |

G = Partite giocate; V = Vittorie; N = Nulle/Pareggi; P = Perse; GF = Goal fatti; GS = Goal subiti; 